# Famille de Chérisey
 (février 2022).
Si vous disposez d'ouvrages ou d'articles de référence ou si vous connaissez des sites web de qualité traitant du thème abordé ici, merci de compléter l'article en donnant les références utiles à sa vérifiabilité et en les liant à la section « Notes et références ».
Pour la commune de Moselle, voir Chérisey.
La famille de Chérisey est une famille noble française subsistante d'extraction chevaleresque sur preuves de l'an 1400, originaire de Champagne, installée par la suite en Lorraine. 

## Histoire
Certains historiens la font descendre de celle qui existait au pays de Soissons et de Laon à laquelle appartient Gérard de Cherisy, seigneur de Quiercy, en 1083 qui se couvre de gloire à la première croisade et est assassiné dans la cathédrale de Laon le 12 janvier 1110.
Henri de Cherisey et son fils Renaud accompagnent Philippe Auguste en Terre sainte en 1190, et leurs descendants font partie de la chevalerie de Lorraine. Nivelon de Cherisy, évêque de Soissons qui fit aussi la croisade .
Elle est citée avec les seigneurs de Choiseul, de Roucy, de Stainville, etc. dans un dénombrement des grands vassaux de Champagne qui avaient le droit de porter bannière ; dénombrement fait sous le règne de Philippe Auguste depuis 1180 jusqu'au 14 juillet 1223 .
Les terres de la seigneurie de Chérisey ayant été comprises dans les États de Lorraine deviennent une des clefs du duché de Lorraine dont elles faisaient partie, et leurs possesseurs, que les princes de Lorraine avaient intérêt à ménager, sont maintenus dans tous leurs droits et privilèges afin de les porter à mieux défendre les frontières contre les ennemis du dehors. Ils conservent leur titre de souveraineté et sont assimilés à l'ancienne chevalerie lorraine. Les membres de la famille de Chérisey prennent part à un grand nombre de guerres qui, plusieurs fois, ont ruiné et diminué leur domaine. En 1367, par exemple, lors de la guerre opposant les Messins et Pierre de Bar, Chérisey est détruit en même temps que le château de Marsal et le château de Mousson.
La famille de Cherisey s'est divisée en deux grandes branches au XIIIe siècle, la seconde a pris le nom de Nourroy (Nouroy, Norroy) et s'est éteinte à la fin du XVIIe siècle. La branche aînée subsiste encore de nos jours. Elle a joui des honneurs de la cour en 1767, 1768, 1783 et 1786 .
Elle a pour armes « coupé d'or et d'azur le chef chargé d'un lion issant de gueules armé couronné et lampassé de même ».
Cette famille a été admise au sein de l'Association d'entraide de la noblesse française en 1935.

## Membres
Selon les auteurs Authier et Galbrun, la filiation prouvée et suivie commence avec Renaud de Chérisey (1260-1294), chevalier et seigneur de Chérisey, Larey et Taisey. Selon Régis Valette la filiation prouvée et suivie débute en 1400.
- Philippe de Chérisey-Norroy (1385-1452), chevalier, seigneur de guerre, conseiller et chambellan des ducs de Bar et de Lorraine, membre de l'Ordre du Lévrier.
- Louis de Chérisey (1667-1750), lieutenant général des armées du roi ;
  - Louis Jean François de Chérisey (1722-1794), lieutenant général des armées du Roi, fils du précédent ;
  - Charles Paul Émile de Chérisey (1725-1799), chef d'escadre des armées navales, fils de Louis de Chérisey ;
- Philippe de Chérisey alias Amédée (1923-1985), écrivain, comédien et humoriste.
- Laurent de Cherisey, né le 19 novembre 1963 à Neuilly-sur-Seine, auteur et entrepreneur social français.

## Principales alliances
Elle s'est alliée aux familles des Armoises, d'Aspremont, de Bassompierre, de Bazoches, de Blâmont, de Chamisso, du Châtelet, d'Epinal, de Florainville, de Fontenoy, du Hautoy, de Housse, de Lannoy, de Morhange, de Salm, de Vigneulles et à d'autres familles.
La branche cadette s'est alliée aux familles de Bayer-Boppart, de Celle, de Chastenoy, d'Ernecourt-Nettancourt, de La Fitte-Pelleport, de Gournay, de Jaulny, de Jussey des Armoises, Mory d'Aceno de Mantoue et de Balt, de Raigecourt-d'Aumale et de Meaux, de Saint-Ignon, de Vigneulles et à d'autres familles.